# Джангиров, Карен Сергеевич
Карен Сергеевич Джангиров (арм. Կարեն Սերգեյի Ջանգիրով, 15 марта 1948, Баку — 26 декабря 2014, Ереван) — советский и армянский актёр театра и кино, заслуженный артист Республики Армения (2008).

## Биография
В 1971 году окончил Ереванский художественно-театральный институт. Много снимался в кино, особенно в 1970—1980-х годах. С 1982 года играл в театре им. Сундукяна.
Умер 26 декабря 2014 года в Ереване.

## Награды и премии
- 2-я премия на 8-м Всесоюзном кинофестивале за лучшую мужскую роль в фильме «Человек из Олимпа» (Кишинёв, 1975).
- премия на Международном театральном фестивале за лучшую мужскую роль в фильме «Автобус» (София, 1989).
- премия фонда Станиславского и Вахтангова «Фантастический актёр» за роль Беранже в спектакле Э. Ионеско «Король умирает» (1993).
- премия Артавазд (2004).
- Заслуженный артист Республики Армения (2008).

## Работы в театре
- «Ревизор» Н. Гоголя — Городничий
- «На дне» М. Горького — Сатин
- «У Вильгельма Телля печальные глаза» А. Састре — Вильгельм Телль
- «Автобус» С. Стратиев — Виртуоз
- «Дядя Ваня» А. Чехова — Серебряков
- «Женитьба Фигаро» Бомарше — Базиль
- «Вишнёвый сад» А. Чехова — Фирс (признан лучшим актёром года)
- «Король умирает» Э. Ионеско — Беранже (премия фонда Станиславского и Вахтангова «Фантастический актёр»)

## Фильмография
- 1972 — Возвращение — Карен (дублировал Леонид Каневский)
- 1973 — Хаос («Арменфильм») — Микаэл Алимян (дублировал Александр Белявский)
- 1974 — Человек из Олимпа («Арменфильм») — Грант (дублировал Олег Анофриев)
- 1976 — И тогда ты вернешься...
- 1976 — Рождение — Симоник Пирумов
- 1977 — Председатель ревкома — Миракян
- 1978 — Аревик — художник
- 1980 — Все возрасты покорны («Арменфильм», новелла «Такой долгожданный день»)
- 1981 — Вот вернётся папа... — Сурен (дублировал Артём Карапетян)
- 1981 — Скромный человек
- 1982 — Механика счастья
- 1983 — Пожар — председатель горисполкома
- 1985 — Как кот мастерил (Ереванская телестудия)
- 1985 — Яблоневый сад — доктор
- 1986 — День бумажного змея — Рубен, отец Ани
- 1988 — Автобус — виртуоз
- 1988 — Тайный советник — эпизод
- 1991 — Прости нас, мачеха Россия — профессор Обельянц
- 1991 — Пустыня — Иоанн Креститель
- 1992 — Где ты был, человек божий? (Армения) — эпизод
- 2000 — Встать! Суд идет! (Армения, телеспектакль) — Лимас фон Сандерс
- 2002 — Поездка (The Journey; США) — высокий мужик
- 2011 — Рассвет над озером Ван (Армения)
- 2012 — Если все — затворник монастыря Тер-Григора
- 2013 — Переводчик — Ваник